# Shiro Sokabe
Shiro Sokabe (em japonês: 曽我部 四郎; 26 de julho de 1865 – 3 de julho de 1949) foi um missionário cristão japonês que ministrava em Honomu, Havaí. Ele era conhecido como o "missionário samurai".

## Vida pregressa
Sokabe nasceu na prefeitura de Fukuoka, no Japão, em 26 de junho de 1865. Era o filho mais velho do samurai Michiyue Sokabe e tinha uma madrasta chamada Yone. A natureza estrita de seu pai levou Sokabe a fugir de casa quando adolescente, vagando pelo sul do país até chegar na cidade de Imabari, prefeitura de Ehime, em 1883. Ele foi levado por Tokio Yokoi e convertido ao cristianismo. Durante esse tempo, ele também se tornou amigo de Kenjirō Tokutomi. Em 1885, ele começou a estudar no Oye Gijuku em Kumamoto, mas quando o colégio fechou em 1886, ele foi para Quioto para estudar na Universidade Dōshisha. Sokabe deixou a universidade sem se formar em 1890. Ele foi para Nara e Gunma por alguns anos antes de ser recrutado para se tornar um missionário no Havaí por Jiro Okabe em 1894.

## Honomu
Sokabe chegou ao Havaí em março de 1894 e fundou a Igreja Unida de Cristo da costa de Hilo. Ele ficou surpreso com o tratamento severo dos trabalhadores imigrantes japoneses nas plantações de açúcar. Ele voltou ao Japão em 1896 para se casar com Shika Nakagawa e trazê-la de volta ao Havaí. Eles deixaram o filho no Japão para terminar os estudos, juntando-se a eles no Havaí em 1906. Em 1897, Sokabe fundou o Honomu Gijuku, um internato em língua japonesa. Também era conhecido como Internato Cristão Honomu. No auge, a escola tinha 150 alunos e serviu 1500 alunos ao longo de sua vida. Era também um abrigo para mulheres vítimas de abuso, fugitivos e sem-teto. O campus se expandiu em 1900 e novamente em 1908. Depois que Shika faleceu em 1920, Sokabe realizou uma campanha de arrecadação de fundos para construir uma nova capela em sua memória, mas não teve sucesso, ficando com pouco menos de três mil dólares.
Sokabe tinha a mente aberta sobre os textos que citaria enquanto pregava e os lugares para onde levaria os alunos enquanto ensinava. Enquanto ele pregava a fé cristã, sua principal preocupação era com pessoas de todas as denominações e religiões. Ele ajudou a construir um templo budista de Sōtō.
Sokabe se aposentou em 1942 e morreu em 3 de julho de 1949. Ele queria que tudo o que havia escrito fosse destruído após sua morte. Ao longo de sua vida, Sokabe foi chamado de "Missionário Samurai" e continua sendo lembrado como tal após sua morte.